# Rzepnik (Basses-Carpates)
Pour les articles homonymes, voir Rzepnik.
Rzepnik est une localité polonaise de la gmina de Wojaszówka, située dans le powiat de Krosno en voïvodie des Basses-Carpates.